# Wędowo
Wędowo (Wandowo) – osada w Polsce w województwie pomorskim, w powiecie chojnickim, w gminie Czersk.
Miejscowość wchodzi w skład sołectwa Duża Klonia.
W latach 1975–1998 miejscowość administracyjnie należała do województwa bydgoskiego.